# Хоцишево (Мазовецьке воєводство)
Хоцишево (пол. Chociszewo) — село в Польщі, у гміні Червінськ-над-Віслою Плонського повіту Мазовецького воєводства.
Населення — 414 осіб (2011).
У 1975-1998 роках село належало до Плоцького воєводства.

## Демографія
Демографічна структура станом на 31 березня 2011 року:
|          | Загалом | Допрацездатний вік | Працездатний вік | Постпрацездатний вік |
| -------- | ------- | ------------------ | ---------------- | -------------------- |
| Чоловіки | 201     | 49                 | 125              | 27                   |
| Жінки    | 213     | 45                 | 121              | 47                   |
| Разом    | 414     | 94                 | 246              | 74                   |